# Principia Ethica
Principia Ethica (с лат. — «Принципы этики») — книга Джорджа Эдварда Мура, посвящённая вопросам этики и выпущенная в 1903 году. Эта книга является основной работой Мура по этике, она коренным образом изменила моральную философию XX века. Книга переиздавалась несколько раз с 1922 года по 1955 год.
В своём труде по этике Мур пытался не ответить на традиционные вопросы этики, такие как «Что есть наивысшее добро?» или «Как следует поступать?» (хотя эти вопросы тоже рассматривались), а проанализировать сами эти вопросы, установить их смысл («А что вообще значит добро?»), а также установить правила этического рассуждения. Тем самым Мур положил начало многим метаэтическим исследованиям, которые актуальны и по сей день.

## Основные идеи
Мур полагал, что многие ошибки исследователей этики заключаются в том, что они отождествляют разные по смыслу вещи, поэтому на титульную страницу он поместил цитату Джозефа Батлера:

Всё является тем, чем является, а не другой сущностью.
Оригинальный текст (англ.)Everything is what it is, and not another thing.

Мур был приверженцем идеи о том, что этику можно построить наподобие науки, поэтому в Principia Ethica он пытался отыскать «фундаментальные принципы этических суждений». По мнению Мура исследователи этики, при ответе на главные этические вопросы имплицитно подразумевают определённый смысл слова «добро», но никак не затрагивают вопрос, что же они подразумевают под словом «добро». Поэтому в своей книге Мур проводит исследование этого вопроса, изучая историю этики, и приходит к выводу, что ни одно из подразумеваемых определений добра нельзя назвать удовлетворительным, и делает ещё более общий вывод о том, что принципиально невозможно дать правильное определение слову добро.
Однако, Мур не видит в этом препятствия для создания «научной этики», а прибегает к интуитивному определению слова «добро». Согласно Муру опираясь на интуицию можно определить что есть добро, то есть через интуицию мы познаём добро в каких-то вещах и определяем эти вещи как «добрые». В итоге Мур приходит к выводу: «Наибольшими ценностями, какие мы знаем или можем себе представить, являются определённые состояния сознания, которые в общих чертах можно определить как удовольствие общения с людьми и наслаждение прекрасным».